# Drammenselva
De Drammenselva (of Dramselva) is een Noorse rivier in de provincie Viken. Het is een van de langste rivieren van Noorwegen. De rivier is 318 km lang en stroomt van de Tyrifjord in het noorden naar de Drammensfjord in het zuiden, waar ze het centrum van Drammen doorkruist. Eeuwenlang werd de rivier gebruikt voor het transport van hout uit de bossen van Eiker naar de talrijke papierfabrieken langs de rivier. Dit leidde tot een zware vervuiling in de 20ste eeuw, maar sinds de sluiting van de meeste papierfabrieken is de rivier weer schoon.